# The Cool Cafe: Cool Tape Vol. 1
 (octobre 2012).
Si vous disposez d'ouvrages ou d'articles de référence ou si vous connaissez des sites web de qualité traitant du thème abordé ici, merci de compléter l'article en donnant les références utiles à sa vérifiabilité et en les liant à la section « Notes et références ».
The Cool Cafe: Cool Tape Vol. 1 ou The Cool Cafe est la première mixtape de Jaden Smith, sortie le 1er octobre 2012.

## Liste de titres
| No  | Titre                                                                  | Contient un (des) sample(s) de       | Durée |
| --- | ---------------------------------------------------------------------- | ------------------------------------ | ----- |
| 1.  | Hello (Produit par The Stuyvesants et Dionte deal.)                    |                                      | 2:50  |
| 2.  | Know Why (Produit par Kid Cudi)                                        |                                      | 4:24  |
| 3.  | Down (featuring OmArr et T.Coles – Produit par OmARR et MK)            |                                      | 4:15  |
| 4.  | Cries                                                                  | Lofticries de Purity Ring            | 4:01  |
| 5.  | Party on Venus (Produit par OmARR et MK)                               |                                      | 4:05  |
| 6.  | Pharaohs                                                               | Pharaohs de SBTRKT                   | 2:36  |
| 7.  | Chase the Sun (featuring Josiah Bell – Produit par OmARR et Josiah)    |                                      | 4:05  |
| 8.  | The Coolest (Produit par The Stuyvesants et Orlando Hatch)             | Everybody Loves the Sunshine de RAMP | 2:57  |
| 9.  | MSFTS Anthem (Produit par Chaos et OmARR)                              |                                      | 4:19  |
| 10. | Can't See Tomorrow (featuring OmARR – Produit par MK et OmARR)         |                                      | 3:08  |
| 11. | Jus' Not Ready (featuring T. Coles – Produit par MK et OmARR)          |                                      | 4:00  |
| 12. | First Time (featuring T. Coles – Produit par MK et OmARR)              |                                      | 4:40  |
| 13. | Find You Somewhere (featuring AcE et Willow Smith – Produit par AcE)   |                                      | 5:37  |
| 14. | Cruze (Produit par AzZi)                                               |                                      | 4:09  |
| 15. | Pumped Up Kicks (Like Me)                                              | Pumped Up Kicks de Foster the People | 3:02  |
| 16. | Underwater-Too Much (featuring OmARR et Josiah Bell – Produit par Teo) |                                      | 7:27  |
| 17. | Outro (Produit par The Stuyvesants)                                    | Angels de The xx                     | 1:15  |
| 18. | Morceau caché                                                          |                                      | 5:31  |